# Vincamajina
Vincamajina es un alcaloide de los alcaloides de la vinca.
Los alcaloides de la vinca son un conjunto de agentes alcaloides anti-mitóticos y anti-microtúbulos derivados originalmente de la planta vincapervinca Catharanthus roseus (basiónimo Vinca rosea) y otras plantas vinca. Bloquean la polimerización de beta-tubulina en una célula en división.